# أولغا سيغورا
أولغا سيغورا (بالإسبانية: Olga Segura)‏ (مواليد 16 أغسطس 1986) هي ممثلة ومنتجة مكسيكية.

## السيرة الذاتية
أولغا سيغورا هي ممثلة ومنتج مقرها في لوس أنجلوس أصلا من المكسيك. فازت بجائزة الوافد الجديد في حفل توزيع جوائز GQ المكسيك 2015 في نوفمبر 2015.

## روابط خارجية
- أولغا سيغورا على موقع IMDb (الإنجليزية)
- أولغا سيغورا على موقع قاعدة بيانات الفيلم (الإنجليزية)
- Olga Segura Official Site
- Olga Segura Productions
- Cellmates Official Site
- The Truth About Emanuel Official Site
- Marcelo Official Site
- Producciones a Ciegas Official Site